# クリフ・マクニッシュ
クリフ・マクニッシュ（Cliff McNish、1962年8月24日 - ）は、イギリスのファンタジー作家。タイン・アンド・ウィア州サンダーランド生まれ。

## 著作リスト
- 『ゴーストハウス』（Breathe、金原瑞人, 松山美保共訳、理論社） 2007
- 『暗黒天使メストラール』（Angel、金原瑞人, 松山美保共訳、理論社） 2008

### 「レイチェル」シリーズ（The Doomspell Trilogy）
- 『レイチェルと滅びの呪文』（The Doomspell、金原瑞人訳、理論社）、のち改題『魔法少女レイチェル - 滅びの呪文』上・下（フォア文庫）
- 『レイチェルと魔法の匂い』（The Scent of Magic、金原瑞人訳、理論社）、のち改題『魔法少女レイチェル - 魔法の匂い』上・下（フォア文庫）
- 『レイチェルと魔導師の誓い』（The Wizard's Promise、金原瑞人訳、松山美保共訳、理論社） 2002

### 「シルバーチャイルド」シリーズ
- 『シルバーチャイルド1 ミロと6人の守り手』（The Silver Child、金原瑞人, 中村浩美共訳、理論社） 2006
- 『シルバーチャイルド2 怪物ロアの襲来』（Silver City、金原瑞人, 中村浩美共訳、理論社） 2006
- 『シルバーチャイルド3 目覚めよ!小さき戦士たち』（Silver World、金原瑞人, 中村浩美共訳、理論社） 2006